# Mistrz z Amiens
Mistrz z Amiens - malarz flamandzki lub północnofrancuski aktywny w Amiens, w latach 1515-1525. 
Zaliczany jest do grupy manierystów antwerpskich. Przydomek nadał mu w 1937 roku, niemiecki historyk sztuki Max Jakob Friedländer, który przypisał mu autorstwo  czterech lub trzech obrazów maryjnych stworzonych dla bractwa Puy de Notre Dame w Amenis w latach 1518 - 1521 (obecnie znajdujących się w Musée de Picardie w Amiens. Mistrzowi z Amiens przypisuje się również trzy inne obrazy maryjne: Śmierć Marii, Maria w świątyni, Boże Narodzenie.